# Anaplagiomus
Anaplagiomus is een kevergeslacht uit de familie van de boktorren (Cerambycidae). De wetenschappelijke naam van het geslacht werd voor het eerst geldig gepubliceerd in 1994 door Teocchi.

## Soorten
Anaplagiomus is monotypisch en omvat slechts de volgende soort:
- Anaplagiomus garnieri Teocchi, 1994